# 1168
1168 (MCLXVIII) var ett skottår som började en måndag i den julianska kalendern.

## Händelser

### September
- 20 september – Giovanni utses till motpåve under namnet Calixtus III.

### Okänt datum
- Rickard Lejonhjärta blir hertig av Akvitanien.
- Belägringen av Arkona förstör den sista delen av luticifederationen.
- Toltekerna överger sin gamla huvudstad Tula.

## Födda
- Ningzong – kejsare i Songdynastin.

## Avlidna
- 20 september – Paschalis III, född Guido av Crema, motpåve sedan 1164.